# Juicy Lucy
Juicy Lucy war Anfang der 1970er Jahre eine britische Rock-Band.

## Geschichte
Der in Kalifornien geborene Steel-Gitarrist Glenn Ross Campbell suchte fast ein Jahr lang geeignete Musiker, bis er im Oktober 1969 die „süffige und saftige Rock'n Blues Band“ (ROCK DREAMS) Juicy Lucy präsentieren konnte.
Die weiteren Bandmitglieder waren Chris Mercer und Neil Hubbard, die Campbell aus seiner Zeit bei Misunderstood kannte, der Blues-Shouter Ray Owen, den er anlässlich einer Fernsehshow traf, der Schlagzeuger der Band Flirtations Pete Dobson sowie Keith Ellis von den Avantgarde-Rockern Van der Graaf Generator.
Gleich die erste Single Who Do You Love, von Bo Diddley komponiert, wurde ein Bestseller und erreichte Platz 14 in Großbritannien. Es folgten mit dem Album Juicy Lucy und der Single Pretty Woman weitere gute Verkäufe.
In ihren Programmen mischten die Musiker eigene, tempogeladene Rock'n Roll-Nummern mit R&B-Klassikern wie Nadine (Chuck Berry), Built for Comfort (Willie Dixon) und moderne Songs von Frank Zappa (Willie the Pimp), Spirit (Mr. Skin) und Gregg Allman (Midnight Rider).

## Mitglieder
- Glenn Ross Campbell (Steelguitar, Mandoline, Gesang)
- Pete Dobson (Schlagzeug, Percussion)
- Keith Ellis (Bass, Gesang)
- Neil Hubbard (Gitarre)
- Chris Mercer (Saxophon, Piano)
- Ray Owen (Gesang)
- Mick Moody (Gitarre)
- Paul Williams (Gesang)

## Diskografie

### Alben
| Jahr | Titel                 | Höchstplatzierung, Gesamtwochen, AuszeichnungChartsChartplatzierungen (Jahr, Titel, Platzierungen, Wochen, Auszeichnungen, Anmerkungen) | Anmerkungen |
| Jahr | Titel                 | UK | Anmerkungen |
| ---- | --------------------- | --- | ----------- |
| 1970 | Juicy Lucy            | UK41 (4 Wo.)UK |             |
| 1970 | Lie Back And Enjoy It | UK53 (1 Wo.)UK |             |

Weitere Alben
- Get a Whiff a This (1971)
- Pieces (1972)
- The Best Of Juicy Lucy (1973)
- Here She Comes Again (1995)
- Blue Thunder (1996)
- Pretty Woman / Best of... (1998)
- Do That And You’ll Lose It (2006)

### Singles
| Jahr | Titel Album                        | Höchstplatzierung, Gesamtwochen, AuszeichnungChartsChartplatzierungen (Jahr, Titel, Album, Platzierungen, Wochen, Auszeichnungen, Anmerkungen) | Anmerkungen |
| Jahr | Titel Album                        | UK | Anmerkungen |
| ---- | ---------------------------------- | --- | ----------- |
| 1970 | Who Do You Love Juicy Lucy         | UK14 (12 Wo.)UK |             |
| 1970 | Pretty Woman Lie Back And Enjoy It | UK44 (5 Wo.)UK |             |

Weitere Singles
- 1970: Mujer Del Mississippi (Mississippi Woman)
- 1972: It Ain’t Easy